# Os Boys
Os Boys é uma série de televisão portuguesa de comédia exibida em 2016 pela RTP1 e produzida pela Take it Easy.

## Sinopse informativa
Criada por Mário Botequilha e Vítor Elias e protagonizada pelos atores Filipe Duarte e Jorge Andrade, este programa foi produzido pela Take it Easy, para ser exibido na RTP1. A série retrata os assessores políticos dos gabinetes ministeriais e da oposição.
Sendo composta por 13 episódios, a transmissão da primeira temporada começou na quarta-feira, 7 de setembro de 2016, no horário das 22h. O último episódio foi para o ar no dia 30 de novembro do mesmo ano.

## Sinopse geral
Na sinopse oficial divulgada pela RTP lê-se: «Portugal, na atualidade. César regressa a Lisboa, depois de ter estado no Brasil a trabalhar nos bastidores da organização dos Jogos Olímpicos do Rio de Janeiro, chamado pelo Dr. Angelino, uma figura tutelar do centrão político, mas rapidamente muda de patrão e passa a ser o principal assessor do ministro que faz a coordenação política do novo governo. Trata-se de um Executivo que se preparava para ser maioritário, mas que acaba frágil, minoritário e obrigado a governar em coligação com um pequeno partido. Durval é a face mais visível deste parceiro que consegue, pela primeira vez, nomear ministros e colocar alguns boys em lugares-chave do Estado. Durval vai estabelecer com César e o Ministro um triunvirato que irá gerir politicamente o Governo num momento extremamente complicado para o país.
«É que vêm aí eleições presidenciais para escolher um novo chefe de Estado e Portugal encontra-se, pela enésima vez, em risco de falência iminente, é olhado com extrema desconfiança pelos países da zona Euro, pelos mercados, pelas agências de rating, etc. Por quase toda a gente em quase todo o mundo.
«Esta conjuntura política e financeira pantanosa é o terreno ideal para fazer fervilhar os interesses privados que gravitam em redor do Estado e cujo maior suserano é o Dr. Angelino. A ajudá-lo estão Bombarda, advogado e melhor amigo de César, que vê o interesse público como uma coutada privada do seu escritório de advocacia, e Ana, antiga namorada de César, uma girl do maior partido da Oposição que ambiciona voos mais altos.
«A correr por fora, surge Manuel Guimarães, um homem que se retirou da política, um alentejano indomável temido pelos dois grandes partidos do Centro e que é popular e muito gabado pelo povo por ser o único político português que “não quer poleiro”. Mas não será isso a impedi-lo de avançar para uma candidatura presidencial que mudará de uma assentada a paisagem política de Portugal.»

## Produção
No final de 2015, Mário Botequilha e Vítor Elias começaram a criar a série, na altura com o nome provisório Os Gajos. A série de humor político viria a ser produzida pela Take it Easy.
As gravações da série foram agendadas para o primeiro semestre de 2016. Em fevereiro desse ano, foram confirmados no elenco os atores Miguel Borges, João Pedro Vaz, António Durães, António Fonseca, Orlando Costa, Carla Maciel e Isabel Abreu. O protagonismo da trama seria assumido por Filipe Duarte. Os Boys foi realizado por Tiago Guedes e Stjepan Klein, sob o pseudónimo de John Doe.
Na altura, foi noticiado que a série contaria com três episódios, cujas gravações terminariam em março. No entanto, esta informação não se confirmou, uma vez que foi produzido um total de 13 episódios de 40 minutos de duração cada.
A data de estreia da série foi marcada para a quarta-feira, 7 de setembro de 2016, no horário das 22h, integrando uma nova linha de programação da RTP, destacando a ficção serializada. Tal como aconteceu com Terapia e Aqui Tão Longe, os episódios de Os Boys foram disponibilizados em antestreia no RTP Play, oito horas antes de serem emitidos no canal.
Após a conclusão da série, o programa substituto no horário foi a minissérie baseada no filme "Mau, Mau Maria", com apenas 2 episódios.

## Elenco e Personagens

### Principais
A seguir encontra-se uma listagem das personagens principais:
- Filipe Duarte, como César[13].

Apesar estar na casa dos 30 anos, gosta de dizer que tem trinta anos de militância porque anda a colar cartazes nas campanhas eleitorais desde criança. Com o novo governo, é ele que trata de todas as negociações políticas de bastidores, envolvendo imprensa, redes sociais e os seus contactos nas sociedades de advogados, parlamento e grupos secretos com relações promíscuas no Estado.
- Jorge Andrade, como Durval[14].

É o César do partido minoritário da coligação, um assessor acabado de cair na política vindo da blogosfera. É um indivíduo limitado que não percebe grande coisa do mundo que o rodeia e que passa a vida enfiado em reuniões inconsequentes. Vive uma guerra surda e infantil com César. Ambiciona ter um cargo de relevo, como presidente de um banco ou ministro ou o que vier à rede.
- Tónan Quito, como Bombarda[15].

Amigo de César desde a universidade. É o jovem prodígio de uma sociedade de advogados de Lisboa. É por ele que passa a redação e negociação de contratos importantes entre empresas e Estado, com as privatizações e a colocação de dívida soberana à cabeça. É o parceiro de conspirações preferido de César.
- Íris Cayatte, como Íris[16].

Jornalista. Foi colocada de lado pelo governo anterior, mas por ser amiga de Durval, é recuperada para a ribalta televisiva pelo novo governo. Vive um dilema entre a lealdade que deve à deontologia jornalística e as pressões para que escolha ângulos de notícias de modo a favorecer o partido de César ou omita factos comprometedores para o governo.
- António Fonseca, como Ministro[17].

O Ministro tem uma pasta política de coordenação do executivo e de articulação com o parceiro de coligação, com o próprio partido e com os grupos parlamentares. É o braço direito do Primeiro Ministro. Tem a ambição, nunca desmentida, de vir a ser líder do seu partido.
- António Durães, como Manuel Guimarães[18].

É o outsider. Pertence ao partido que perdeu as eleições. Foi, durante três mandatos, presidente da câmara de Lisboa, sempre melhorando os resultados de eleição para eleição e só saiu devido à lei de limitação de mandatos. Regressou ao Alentejo, a terra-natal, e o país aguarda com expectativa o seu regresso à política. Tem fama de homem sério e de respeitador escrupuloso do interesse público. Merecida ou não, César o dirá.
- Orlando Costa, como Dr. Angelino, 2016 (12 episódios);
  - Cesário Monteiro, como Dr. Angelino, 1980’s (1 episódio)[19].

Eminência parda do partido da oposição e milionário. Já foi ministro e agora é empresário e consultor, mas ninguém sabe bem do quê nem de quem. Tem uma influência tremenda no seu partido. Passa a imagem de um pensador e homem de família, mas tem um lado obscuro. Consegue sacar negócios de que mais ninguém se lembra, muitas vezes em sociedade com a Sra. Zhang, a empresária chinesa.

### Recorrentes
A seguir encontra-se uma listagem das personagens com participações recorrentes:
- Carla Maciel, como Ana (11 episódios).[20]

Como César, fez todo o percurso de vida na juventude partidária, mas no partido adversário. Apesar disso, foram namorados. É uma mulher do aparelho e não consegue sobreviver fora dele. No entanto, ao contrário de César, tem a ambição nada secreta de dar o salto dos bastidores e da assessoria na segunda linha para o grande palco político.
- Isabel Abreu, como Becas (11 episódios).[21]

Trabalha no restaurante onde vai toda a gente. É informadora de César e conta-lhe tudo o que se passa no restaurante que é o ponto de encontro de políticos e afins. É uma menina bem de Lisboa com um emprego “para se manter ocupada” entre a RP e a escanção. É irmã de Bombarda, o advogado, e a autora anónima de “S. Bento”, uma conta de Twitter de divulgação de segredos da política. Mas quer mais da vida do que isso.
- Álvaro Correia, como Castelo Melhor (8 episódios).

- José Eduardo, como Válter (8 episódios).

Arquiteto. Dirigente da velha guarda do partido do governo. Cai em desgraça, devido a um escândalo mal explicado relacionado com adjudicações de obras nas escolas públicas, mas renasce para um segundo fôlego da sua carreira política, que o leva a um lugar absolutamente inesperado na hierarquia do Estado. Mais do que as amizades políticas, o Arquiteto sabe fazer valer o conhecimento que tem dos podres alheios e a sua extrema religiosidade a lembrar outros tempos.
- João Pedro Vaz, como Ramos (7 episódios).

É o homem do aparelho local do partido do governo. Com uma agenda muito própria, Ramos ora é aliado ou adversário do ministro e de César, em nome daquilo que diz serem os interesses do interior e do Portugal profundo contra o centralismo de Lisboa. Ramos tem uma noção muito própria do que isto significa, tanto para o país deprimido como para as suas ambições de ser uma figura maior do dirigismo do futebol português.
- Jani Zhao, como Sra. Zhang (6 episódios).[22]

Empresária chinesa e testa de ferro dos investimentos da China em Portugal. Compra empresas portuguesas como quem come tremoços, através do escritório de Bombarda e da influência do Dr. Angelino.
- Valdemar Santos, como Sr. Neto (6 episódios).

É o homem de mão para todos os problemas que requerem um certo nível de especialização mais musculada e fora de lei. O Sr. Neto dirige um gangue das claques de futebol e trabalha na sombra, ao serviço dos interesses de quem lhe paga, tanto na política como na bola.
- Miguel Loureiro, como Chagas (5 episódios).

- Miguel Borges, como Prof. Sameiro (4 episódios).

É o dirigente sindical dos professores e uma voz sempre presente, à esquerda, contra os sucessivos governos do centrão político. No entanto, Sameiro está preso por uma rede de cumplicidades que o levam a envolver-se na estratégia daquele que deveria ser um dos seus adversários políticos, César.

## Episódios
| Temp. | Temp. | Episódios | Transmissão Original  | Transmissão Original   | Dia da Semana | Audiências (média de rating) |
| Temp. | Temp. | Episódios | Estreia de Temp.      | Final de Temp.         | Dia da Semana | Audiências (média de rating) |
| ----- | ----- | --------- | --------------------- | ---------------------- | ------------- | ---------------------------- |
|       | 1     | 13        | 7 de setembro de 2016 | 30 de novembro de 2016 | Quarta-feira  | 1,9%                         |

### Primeira Temporada (2016)
Abaixo, estão listados os episódios de Os Boys, exibidos a partir de 7 de setembro de 2016:
| Ep.# | Título                                 | Argumento                      | Realização                   | Transmissão Original   | Rating   |
| --- | -------------------------------------- | ------------------------------ | ---------------------------- | ---------------------- | -------- |
| 01 | Os gajos somos nós                     | Mário Botequilha e Vítor Elias | Tiago Guedes e Stjepan Klein | 7 de setembro de 2016  | 2,4% (‡) |
| É a véspera das eleições legislativas. César volta a Lisboa depois de ter estado a trabalhar no Brasil. Regressa a pedido do Dr. Angelino, a grande figura do centrão político, que se retirou publicamente da política para se dedicar aos negócios. César restabelece rapidamente a sua rede de contactos e cumplicidades antigas com Ana e com o seu melhor amigo, o advogado Bombarda. No dia de reflexão rebenta um escândalo que baralha as contas eleitorais e que permite a César fazer aquilo que melhor sabe: colocar o aparelho do seu partido e o Estado ao serviço de uma estratégia pessoal.                                    |                                        |                                |                              |                        |          |
| |                                        |                                |                              |                        |          |
| 02 | O poleiro                              | Mário Botequilha e Vítor Elias | Tiago Guedes e Stjepan Klein | 14 de setembro de 2016 | 2,4%     |
| O novo governo entrou em funções e César, Durval e o Ministro asseguram a coordenação política da coligação. Começam logo com um problema complicado. Para ajudar a resolver o problema César tem de enfrentar um temível adversário político, o sindicalista Prof. Sameiro, e promover a jornalista Íris ao principal noticiário da noite. Ao mesmo tempo, alicia Bombarda para um plano político ambicioso envolvendo um dos maiores políticos da sua geração, Manuel Guimarães. |                                        |                                |                              |                        |          |
| |                                        |                                |                              |                        |          |
| 03 | Roma não paga a traidores              | Mário Botequilha e Vítor Elias | Tiago Guedes e Stjepan Klein | 21 de setembro de 2016 | 2,2%     |
| Há cheias na Lezíria e Ramos, o cacique do poder local, pede ajuda a César. O que parecia ser um acontecimento catastrófico é transformado numa oportunidade de grandes negócios envolvendo as águas, a rede de autoestradas, as barragens, um novo negócio do Dr. Angelino e até o plano de César e Bombarda para a nova vida pública de Manuel Guimarães. César aproveita a sua agenda política para se aproximar de Íris, que não aceita de bom grado as interferências dele no seu trabalho jornalístico. |                                        |                                |                              |                        |          |
| |                                        |                                |                              |                        |          |
| 04 | O leopardo                             | Mário Botequilha e Vítor Elias | Tiago Guedes e Stjepan Klein | 28 de setembro de 2016 | 1,6%     |
| Uma crise energética faz com que Portugal entre numa espiral financeira que tem tudo para acabar mal. Ao mesmo tempo, surgem notícias de desembarques de refugiados no Sul da Península. Com a habilidade do costume de fazer de cada crise uma oportunidade, Angelino, Bombarda e César aproveitam este pretexto para lançar a obra de construção civil do século em Portugal. Becas coloca cada vez mais a sua popular conta de Twitter, S. Bento, ao serviço de César e do irmão Bombarda. |                                        |                                |                              |                        |          |
| |                                        |                                |                              |                        |          |
| 05 | O grande Houdini                       | Mário Botequilha e Vítor Elias | Tiago Guedes e Stjepan Klein | 5 de outubro de 2016   | 1,9%     |
| A crise adensa-se: a Zona Euro inicia o processo para expulsar Portugal da moeda única. Era o elemento que faltava para a tempestade perfeita do iminente desastre nacional e que se junta à crise energética e à morte do maior banqueiro nacional, que revela um buraco gigantesco no sector financeiro. É formada uma comissão parlamentar de inquérito para apurar responsabilidades. Manuel Guimarães cumpre mais uma etapa do plano de César e torna-se um ator inesperado no grande palco da política internacional. |                                        |                                |                              |                        |          |
| |                                        |                                |                              |                        |          |
| 06 | O salvador da Pátria                   | Mário Botequilha e Vítor Elias | Tiago Guedes e Stjepan Klein | 12 de outubro de 2016  | 1,8%     |
| Os líderes europeus reúnem-se em Bruxelas para discutir a expulsão de Portugal do Euro. Guimarães é visto por lá e surgem de imediato as especulações. Por cá, o Ministro mete os pés pelas mãos e hasteia a bandeira nacional de pernas para o ar. A solução óbvia é a fuga para a frente e a organização de um evento desportivo planetário com negócios de Bombarda e Angelino à mesma escala. A relação de César com Ana entra num ponto sem retorno no mesmo momento em que Manuel Guimarães regressa a Portugal com um trunfo político estrondoso no palco europeu.                                                                     |                                        |                                |                              |                        |          |
| |                                        |                                |                              |                        |          |
| 07 | O pântano                              | Mário Botequilha e Vítor Elias | Tiago Guedes e Stjepan Klein | 19 de outubro de 2016  | 1,8%     |
| A Europa vive um impasse enquanto não é nomeado um novo presidente da Comissão. O primeiro-ministro português é considerado para o lugar, apesar de ter vencido as eleições legislativas recentemente, e abre-se de imediato uma disputa interna de assalto à chefia do governo, com o Ministro à cabeça. César começa a perder o controlo da situação, mais preocupado em voltar às boas graças de Íris. O partido do governo está a ferro e fogo, com Ramos a lutar pelas concelhias, o Ministro a fazer pela vida e o Arquiteto Válter a rezar por um alto cargo terreno.                                                                  |                                        |                                |                              |                        |          |
| |                                        |                                |                              |                        |          |
| 08 | O circuito da carne assada             | Mário Botequilha e Vítor Elias | Tiago Guedes e Stjepan Klein | 26 de outubro de 2016  | 2,0%     |
| O primeiro-ministro abandonou o país para ser presidente da Comissão Europeia. O cargo é ferozmente disputado por Ramos e Válter mas não serão os militantes a decidir quem sairá vencedor. Poderosos interesses envolvendo a Sra. Zhang, o Dr. Angelino e Bombarda aproveitam uma fuga rocambolesca de dois presidiários para alterarem por completo o sistema prisional nacional e manobrar o processo que levará à escolha do novo chefe de governo. César dá pouca importância a tudo isto e decide começar a endireitar o mundo começando por uma perfeita desconhecida, uma idosa que ajuda na rua e que mudará a sua vida para sempre. |                                        |                                |                              |                        |          |
| |                                        |                                |                              |                        |          |
| 09 | Todos os homens honestos mataram César | Mário Botequilha e Vítor Elias | Tiago Guedes e Stjepan Klein | 2 de novembro de 2016  | 1,4%     |
| É o momento crucial na escolha do novo líder do partido do governo, que também será primeiro-ministro de Portugal. Os candidatos são Válter, Ramos e um imprevisto financeiro da banca de investimentos americana que faz campanha a partir de Nova Iorque. César é mantido à margem do processo e olhado com desconfiança por todos os envolvidos. Enquanto as primárias do partido descambam em ações pouco éticas, Manuel Guimarães fica sozinho no lançamento da sua candidatura presidencial e corta todos os laços com César, que parece finalmente ter o que os seus inimigos julgam que ele merece.                                   |                                        |                                |                              |                        |          |
| |                                        |                                |                              |                        |          |
| 10 | Já dei                                 | Mário Botequilha e Vítor Elias | Tiago Guedes e Stjepan Klein | 9 de novembro de 2016  | 2,3%     |
| O todo-poderoso Dr. Angelino é detido em circunstâncias bizarras, enquanto o católico devoto Válter ascende a primeiro-ministro. César sofre a derradeira humilhação, quando é despedido pelo Ministro. Parece ter chegado o momento de glória de Durval, que conspira com o Ministro num plano mal pensado que envolve uma dança de cadeiras políticas e o rating "lixo" da dívida portuguesa. César tenta restabelecer o contacto com Manuel Guimarães mas acaba arrolado pelo misterioso Sr. Neto numa noitada com final imprevisível. |                                        |                                |                              |                        |          |
| |                                        |                                |                              |                        |          |
| 11 | O cavaleiro andante                    | Mário Botequilha e Vítor Elias | Tiago Guedes e Stjepan Klein | 16 de novembro de 2016 | 1,8%     |
| César bate no fundo mas é resgatado pela mão mais improvável: Manuel Guimarães. Durval, o novo ministro das Finanças, começa a perceber que o seu novo cargo é um presente envenenado. Os planos da Sra. Zhang e do Dr. Angelino para o serviço nacional de saúde têm um momento-chave graças à influência de Becas, a nova provedora da Santa Casa. Manuel Guimarães, para conquistar os apoios necessários para a sua eleição como presidente, envolve-se neste processo e também na ascensão da nova estrela do seu partido, Ana. |                                        |                                |                              |                        |          |
| |                                        |                                |                              |                        |          |
| 12 | É o país que temos                     | Mário Botequilha e Vítor Elias | Tiago Guedes e Stjepan Klein | 23 de novembro de 2016 | 1,1% (†) |
| Com a bancarrota, a Troika aterra em Portugal e passa a pente fino as contas e contratos do Estado. O Dr. Angelino recorda, com nostalgia, a vinda anterior do FMI a Portugal, quando era ministro. A disputa presidencial entra num momento decisivo entre Manuel Guimarães, Chagas e a ecologista Lucinda. Ao mesmo tempo, Ana disputa o partido com Castelo Melhor. César tem de recorrer a toda o seu talento de estratega para dirigir a campanha de Guimarães, a relação com Íris e um repentino acontecimento trágico. |                                        |                                |                              |                        |          |
| |                                        |                                |                              |                        |          |
| 13 | O povo é quem mais ordena              | Mário Botequilha e Vítor Elias | Tiago Guedes e Stjepan Klein | 30 de novembro de 2016 | 2,0%     |
| Ana é eleita presidente do partido. Castelo Melhor ameaça que vai andar por aí, mas logo percebe que não vai a lado nenhum. É o Dia D para a eleição presidencial de Manuel Guimarães, que é confrontado por César sobre o negócio dos terrenos na sua terra natal. Íris, que sabe de tudo, debate-se com a sua consciência. Já Durval, inconscientemente, aceita dar o dito por não dito na privatização do Serviço Nacional de Saúde. Todos parecem ter conseguido o que queriam. Ou não. |                                        |                                |                              |                        |          |
| |                                        |                                |                              |                        |          |

Legenda:
- (‡) Episódio Mais Visto
- (†) Episódio Menos Visto

## Receção

### Audiências
O episódio de estreia de Os Boys registou o melhor resultado audiométrico da série: 2,4% de rating e 5,0% de share (cerca de 228 mil espectadores). O segundo episódio da série manteve-se com os mesmos valores de rating, mas registou-se uma diminuição na percentagem de share (4,9%), fixando-se como sexto programa da RTP1. Assim, sofreu uma quebra no segundo capítulo face ao anterior, passando de 230 500 para 227 800.
Segundo a GFK, Os Boys tinha em novembro uma audiência média de 199.100 indivíduos e um share médio de 4,3%.
O último episódio foi o 27º programa mais visto do dia e registou 2,0% de audiência e 4,2% de share, tendo indo para o ar às 21h52m.

### Crítica
No seio da crítica portuguesa a série passou despercebida, mas foi recebida com comentários positivos.
No Correio da Manhã, Eduardo Cintra Torres defende que a série é uma «lufada de ar fresco» pelo modo como «ataca questões do momento, como os negócios corruptos entre governos e construtoras, o tacticismo e os interesses na base das decisões políticas, os advogados sem escrúpulos, os jornalistas ambiciosos que se ligam aos poderosos, as chantagens, as ilegalidades e crimes (roubo de documentos, etc.), a demagogia no discurso político servindo para manter o poder e enganar o povo».
André Almeida Santos (Observador) descreve a série como «um ótimo exercício dramático sobre a política portuguesa após o 25 de Abril». O crítico elogia as gravações exteriores e o humor como ferramenta de aprendizagem e discussão política, pela mistura produtiva e inteligente de situações que realmente aconteceram na história portuguesa, com outras inventadas.